# Biserica Sfânta Brigita din Oradea

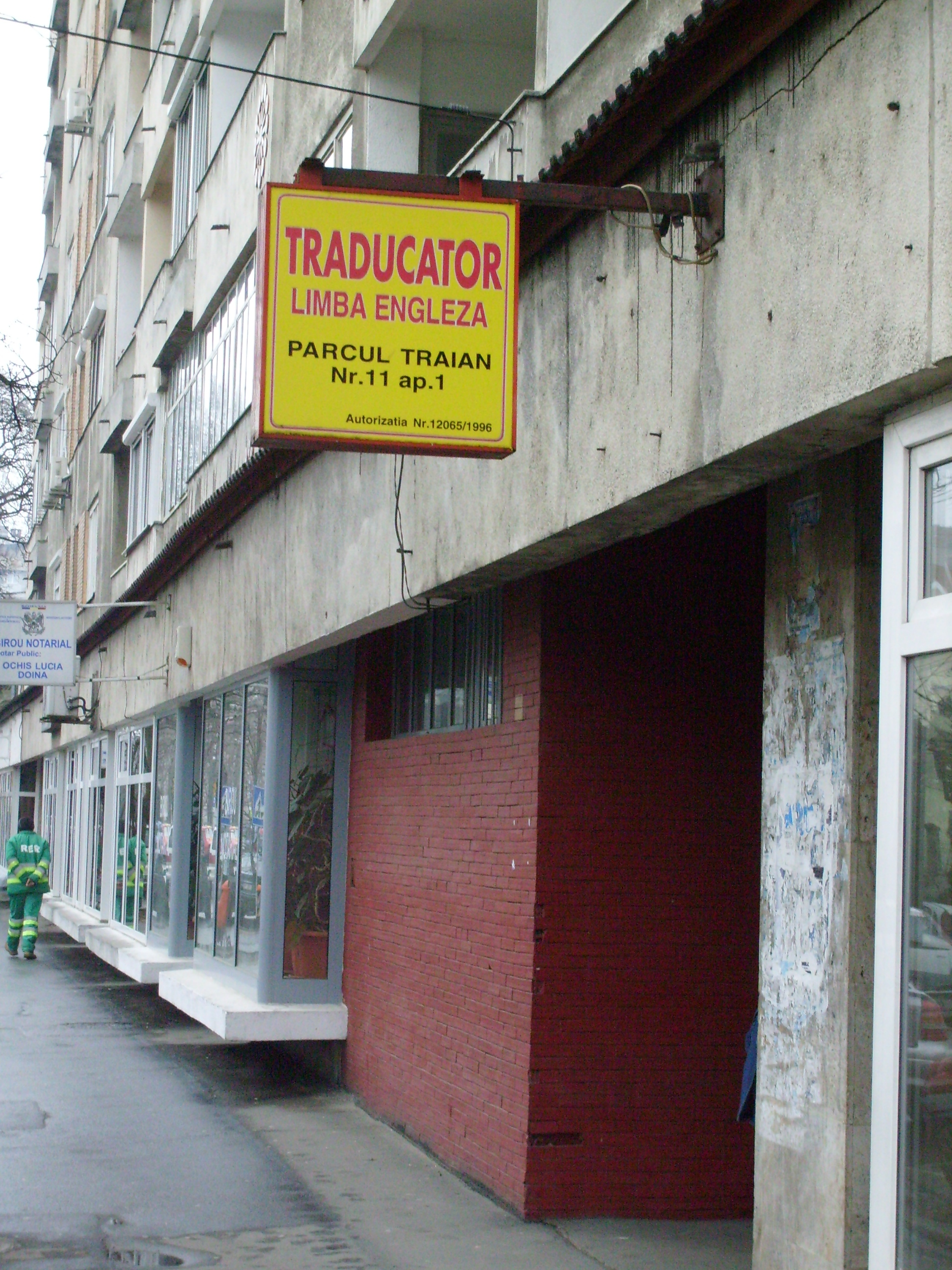
Accesul spre biserica monument istoric

Biserica Sfânta Brigita, cunoscută și ca Biserica Rutenilor, Biserica Sfântului Spirit sau Biserica Sfânta Treime, este prima biserică romano-catolică ridicată la Oradea după înlăturarea stăpânirii otomane, prin asediul și recucerirea orașului în anul 1692 de către armatele imperiale ale Casei de Habsburg. În 1786, după darea în folosință a Catedralei Sf. Maria din Oradea, biserica Sf. Brigita a fost donată comunității greco-catolice din Oradea, care i-a dat hramul Sfântul Spirit. În anul 1948, odată cu interzicerea Bisericii Greco-Catolice, lăcașul a fost trecut de autoritățile comuniste în posesia Bisericii Ortodoxe Române, care îl deține până în prezent. În data de 16 noiembrie 2016 Curtea de Apel Oradea a stabilit în mod definitiv și irevocabil că lăcașul de cult aparține Diecezei de Oradea și a dispus restituirea sa.

## Descriere
Din elementele specifice fațadelor de factură barocă de după 1700 se mai păstrează frontonul marcat de o succesiune de acolade. Turnul de bază pătrată este decorat cu un coronament în formă de bulb de ceapă.

## Istoric
Lăcașul a fost construit cu hramul sfintei Brigita a Suediei în anul 1693 la comanda episcopului romano-catolic Augustin Benkovics.
În anul 1703, în timpul răscoalei curuților, biserica a suferit distrugeri în urma unui incendiu și a fost renovată până în 1722, fără ca lucrările să afecteze în totalitate destinația de cult. În primii treizeici de ani de existență edificiul a avut funcția de catedrală provizorie a Episcopiei Romano-Catolice de Oradea, în condițiile în care imediat după repunerea în drepturi a episcopiei de către Curtea de la Viena, instituția orădeană încă nu avea catedrală proprie.
În anul 1723 a fost dată ordinului franciscan, iar apoi celui paulin.
Episcopul Adam Patachich a renovat biserica în jurul anului 1760 și, datorită faptului că Episcopia Romano-Catolică de Oradea dispunea între timp de suficiente lăcașe de cult, a decis trecerea bisericii în patrimoniul comunității catolice a armenilor.
În 1786 a fost oferită greco-catolicilor ruteni din Oradea, care și-au constituit parohie zece ani mai târziu. În ceea ce privește numărul credincioșilor, șematismul pe anul 1840 arată că la Oradea trăiau în acel an 402 ruteni greco-catolici. Biserica era folosită și de românii greco-catolici din Oradea. 
La 20 octombrie 1788 a fost încheiat un contract între zugravul Ioan Buda și reprezentanții comunității rutenilor din Oradea, contract în baza căruia a fost efectuată pictarea iconostasului bisericii.
În anul 1948 lăcașul a trecut în folosința Bisericii Ortodoxe Române.
În timpul regimului comunist edificiul a fost mascat prin construirea unui bloc de locuințe în dreptul ei. În prezent accesul spre biserică este posibil printr-un gang al blocului situat în Parcul Traian nr. 11 (foto dreapta).